# Sitna buržoazija
Sitna buržoazija (fr. petite bourgeoisie) je izraz koji se u 18. vijeku i početkom 19. vijeka koristio za označavanje siromašnijih slojeva građanske klase. Kasnije se, pod utjecajem marksističke teorije, taj izraz počeo primjenjivati na pojedince i društvene grupe koje u kapitalističkim društvima za život zarađuju pomoću sopstvenih sredstava za proizvodnju. Klasična definicija je obuhvatala trgovce i male privrednike.
Marksistička teorija je sitnu buržoaziju razlikovala od prave buržoazije (fr. haute bourgeoisie) po tome što je ona zbog relativnog siromaštva bila u podređenom položaju prema vladajućoj klasi, a samim tim i čest saveznik radničkoj klasi u klasnoj borbi. Stoga su neki marksistički teoretičari bili spremni da sitnu buržoaziju uključe u proletarijat.
Međutim, pripadnici sitne buržoazije su isto tako pokazivali sklonost da se, prema mišljenju marksista, stavljaju na stranu kapitalista, odnosno da ljubomorno čuvaju svoj po pravilu superiorni društveno-ekonomski položaj u odnosu na radnike. Za razliku od radničke klase, koja je bila prijemčivija za radikalne i revolucionarne socijalističke i komunističke, pripadnici sitne buržoazije su pokazivali veću sklonost prema reformi, a ponekad stajali i na stranu kontrarevolucije i reakcije.
Sitna buržoazija se obično povezuje sa konceptom srednje klase ili niže srednje klase.